# Grand Prix de Plouay féminin 2019
La 21e édition du Grand Prix de Plouay féminin est une course cycliste qui a lieu le 31 août 2019 en Bretagne. Il s'agit de la vingt-et-unième manche de l'UCI World Tour féminin. Elle est remportée par la Néerlandaise Anna van der Breggen.

## Parcours
Le parcours est modifié par rapport aux années précédentes. Un long tour de 16,7 km est parcouru six fois. Il comporte la côte de Moulin, la côte du Minojenn de Calvaire enchaîné avec celle de Ty Marrec. Les deux derniers tours sont similaires à ceux des années précédentes avec une longueur de 13,9 km, avec la côte du Bois de Kerlucas en sus.

## Favorites

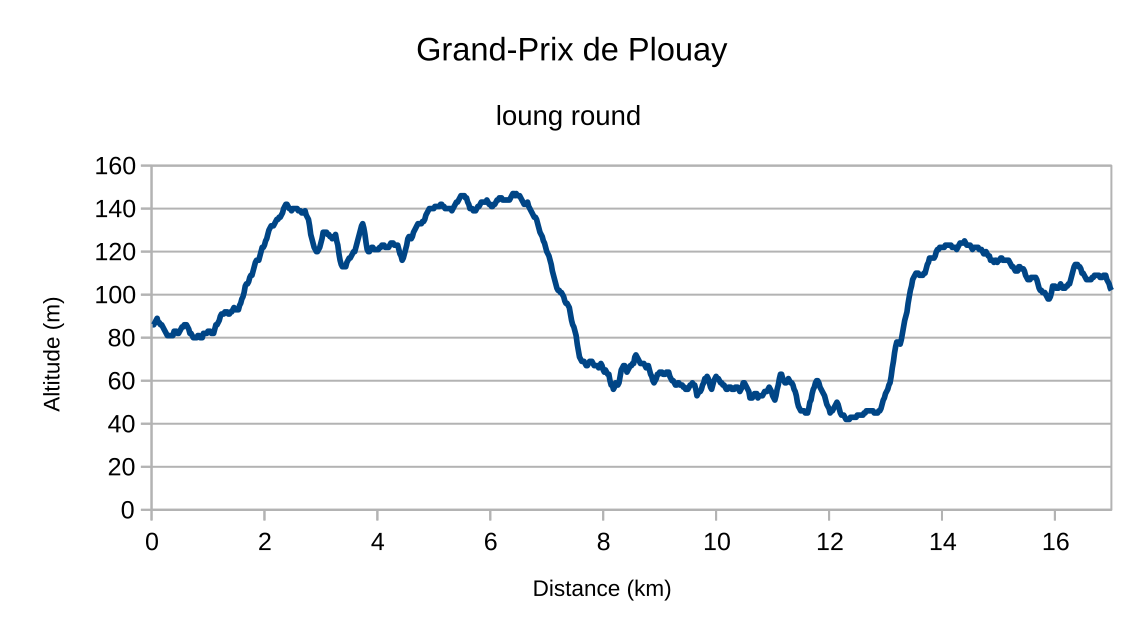
Profil du circuit long

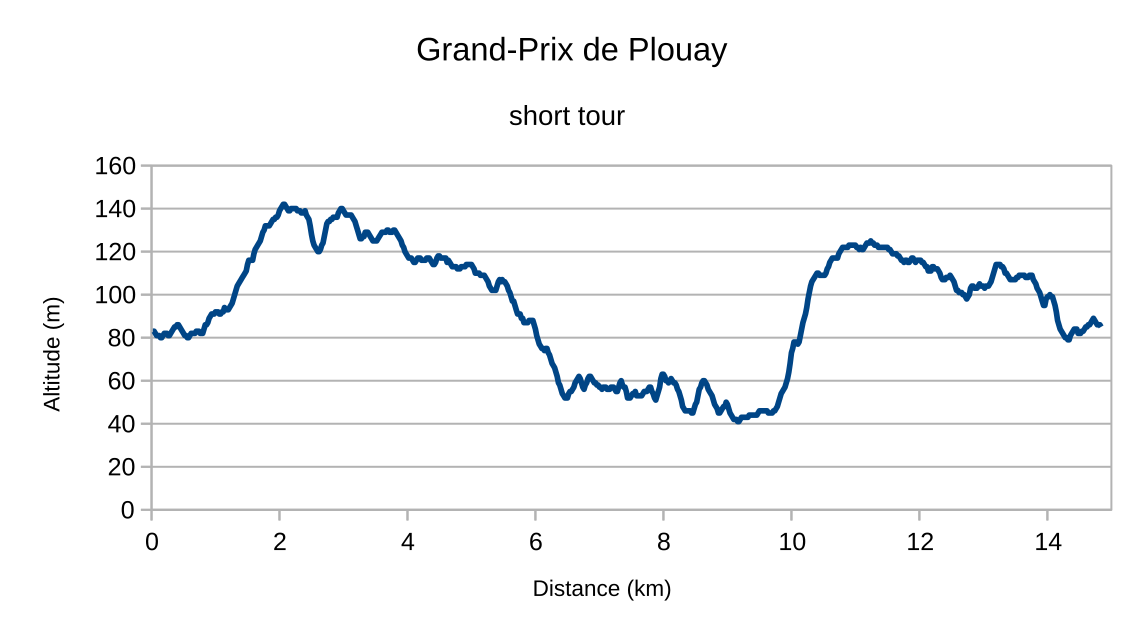
Profil du circuit final

## Équipes
| Équipes féminines professionnelles (22)- Alé Cipollini - Bigla - Bizkaia-Durango - Boels Dolmans - BTC City Ljubljana - Canyon-SRAM Racing - CCC-Liv - Charente-Maritime Women Cycling - FDJ-Nouvelle Aquitaine-Futuroscope - Health Mate-Ladies Team - Lotto Soudal Ladies - Memorial Santos-Fupes - Mitchelton-Scott - Movistar Team - Parkhotel Valkenburg-Destil - Rally UHC Cycling Women - Sunweb Women - Thailand Women's Cycling Team - Tibco-Silicon Valley Bank - Trek-Segafredo - Valcar Cylance - WNT-Rotor Pro Cycling Équipe régionale et de club- Centre mondial du cyclisme |
| |

## Récit de la course
La première attaque est celle de Nikola Noskova après quatre tours dans la côte du Moulin. Elle est suivie par dix autres coureuses, principalement des favorites. En haut de Ty Marec, le peloton se reforme. Nikola Noskova attaque de nouveau au même endroit lors du tour suivant. Cette fois-ci, elles sont dix-neuf a pouvoir suivre. La pluie se met alors à tomber sur la course. Plusieurs offensives ont lieu dans la côte de Ty Marrec sans grand effet. Dans l'ascension suivant de la côte de Moulin, Anna van der Breggen et Nikola Noskova ouvrent la route. Le peloton compte trente-cinq unité au pied de Ty Marrec. Amanda Spratt, Marta Cavalli, Janneke Ensing, Eri Yonamine et Audrey Cordon-Ragot y sortent. Katie Hall provoque le retour du peloton. À quinze kilomètres de l'arrivée, Laura Asencio attaque. Elle est reprise en haut de la côte du Moulin, où van der Breggen produit une accélération nette. Elle est prise en chasse par Alena Amialiusik, Soraya Paladin et Amanda Spratt, mais la Néerlandaise conserve un avantage. Les formations Sunweb et Trek-Segrafredo mènent la poursuite. Les trois coureuses intercalées sont reprises à six kilomètres de l'arrivée. Dans l'ultime ascension de Ty Marrec, Marta Cavalli puis Alena Amialiusik tentent de nouveau de sortir mais sans succès. Anna van der Breggen s'impose en solitaire. Derrière, Coryn Rivera règle le sprint devant Amy Pieters.

## Classements

### Classement final
| \| Classement général \| Classement général \| Classement général \| Classement général \| Classement général \| \| Coureuse \| Coureuse \| Pays \| Équipe \| Temps \| \| ------------------ \| -------------------- \| ------------------ \| ---------------------------------- \| ------------------ \| \| 1re \| Anna van der Breggen \| Pays-Bas \| Boels Dolmans \| 3 h 21 min 54 s \| \| 2e \| Coryn Rivera \| États-Unis \| Sunweb \| + 11 s \| \| 3e \| Amy Pieters \| Pays-Bas \| Boels Dolmans \| + 11 s \| \| 4e \| Marta Cavalli \| Italie \| Valcar Cylance \| + 11 s \| \| 5e \| Demi Vollering \| Pays-Bas \| Parkhotel Valkenburg \| + 11 s \| \| 6e \| Stine Borgli \| Norvège \| FDJ-Nouvelle Aquitaine-Futuroscope \| + 11 s \| \| 7e \| Sofie De Vuyst \| Belgique \| Parkhotel Valkenburg \| + 11 s \| \| 8e \| Flávia Oliveira \| Brésil \| Memorial Santos-Fupes \| + 11 s \| \| 9e \| Ruth Edwards \| États-Unis \| Trek-Segafredo \| + 11 s \| \| 10e \| Elena Cecchini \| Italie \| Canyon-SRAM Racing \| + 11 s \| |                      |            |                                    |                 |
| |                      |            |                                    |                 |
| Source : ProCyclingStats |                      |            |                                    |                 |
| Classement général |                      |            |                                    |                 |
| Coureuse | Coureuse             | Pays       | Équipe                             | Temps           |
| 1re | Anna van der Breggen | Pays-Bas   | Boels Dolmans                      | 3 h 21 min 54 s |
| 2e | Coryn Rivera         | États-Unis | Sunweb                             | + 11 s          |
| 3e | Amy Pieters          | Pays-Bas   | Boels Dolmans                      | + 11 s          |
| 4e | Marta Cavalli        | Italie     | Valcar Cylance                     | + 11 s          |
| 5e | Demi Vollering       | Pays-Bas   | Parkhotel Valkenburg               | + 11 s          |
| 6e | Stine Borgli         | Norvège    | FDJ-Nouvelle Aquitaine-Futuroscope | + 11 s          |
| 7e | Sofie De Vuyst       | Belgique   | Parkhotel Valkenburg               | + 11 s          |
| 8e | Flávia Oliveira      | Brésil     | Memorial Santos-Fupes              | + 11 s          |
| 9e | Ruth Edwards         | États-Unis | Trek-Segafredo                     | + 11 s          |
| 10e | Elena Cecchini       | Italie     | Canyon-SRAM Racing                 | + 11 s          |

### UCI World Tour

#### Points attribués
| Position           | 1er | 2e  | 3e  | 4e  | 5e | 6e | 7e | 8e | 9e | 10e | 11e | 12e | 13e | 14e | 15e | 16e à 30e | 31e à 40e |
| Classement général | 200 | 150 | 125 | 100 | 85 | 70 | 60 | 50 | 40 | 35  | 30  | 25  | 20  | 15  | 10  | 5         | 3         |

| Classement par points | Classement par points | Classement par points | Classement par points | Classement par points |
| Coureuse              | Coureuse              | Pays                  | Équipe                | Points                |
| --------------------- | --------------------- | --------------------- | --------------------- | --------------------- |
| 1re                   | Marianne Vos          | Pays-Bas              | CCC-Liv               | 1467 pts              |
| 2e                    | Annemiek van Vleuten  | Pays-Bas              | Mitchelton-Scott      | 1367 pts              |
| 3e                    | Katarzyna Niewiadoma  | Pologne               | Canyon-SRAM Racing    | 1220 pts              |
| 4e                    | Lorena Wiebes         | Pays-Bas              | Parkhotel Valkenburg  | 1049 pts              |
| 5e                    | Anna van der Breggen  | Pays-Bas              | Boels Dolmans         | 1043 pts              |
| 6e                    | Marta Bastianelli     | Italie                | Virtu Cycling Women   | 1039 pts              |
| 7e                    | Amy Pieters           | Pays-Bas              | Boels Dolmans         | 698 pts               |
| 8e                    | Amanda Spratt         | Australie             | Mitchelton-Scott      | 664 pts               |
| 9e                    | Soraya Paladin        | Italie                | Alé Cipollini         | 655 pts               |
| 10e                   | Cecilie Uttrup Ludwig | Danemark              | Bigla                 | 651 pts               |

| Classement par points | Classement par points | Classement par points | Classement par points | Classement par points |
| Coureuse              | Coureuse              | Pays                  | Équipe                | Points                |
| --------------------- | --------------------- | --------------------- | --------------------- | --------------------- |
| 1re                   | Marianne Vos          | Pays-Bas              | CCC-Liv               | 1467 pts              |
| 2e                    | Annemiek van Vleuten  | Pays-Bas              | Mitchelton-Scott      | 1367 pts              |
| 3e                    | Katarzyna Niewiadoma  | Pologne               | Canyon-SRAM Racing    | 1220 pts              |
| 4e                    | Lorena Wiebes         | Pays-Bas              | Parkhotel Valkenburg  | 1049 pts              |
| 5e                    | Anna van der Breggen  | Pays-Bas              | Boels Dolmans         | 1043 pts              |
| 6e                    | Marta Bastianelli     | Italie                | Virtu Cycling Women   | 1039 pts              |
| 7e                    | Amy Pieters           | Pays-Bas              | Boels Dolmans         | 698 pts               |
| 8e                    | Amanda Spratt         | Australie             | Mitchelton-Scott      | 664 pts               |
| 9e                    | Soraya Paladin        | Italie                | Alé Cipollini         | 655 pts               |
| 10e                   | Cecilie Uttrup Ludwig | Danemark              | Bigla                 | 651 pts               |

| Classement du meilleur jeune | Classement du meilleur jeune | Classement du meilleur jeune | Classement du meilleur jeune | Classement du meilleur jeune |
| Coureuse                     | Coureuse                     | Pays                         | Équipe                       | Points                       |
| ---------------------------- | ---------------------------- | ---------------------------- | ---------------------------- | ---------------------------- |

| Classement du meilleur jeune | Classement du meilleur jeune | Classement du meilleur jeune | Classement du meilleur jeune | Classement du meilleur jeune |
| Coureuse                     | Coureuse                     | Pays                         | Équipe                       | Points                       |
| ---------------------------- | ---------------------------- | ---------------------------- | ---------------------------- | ---------------------------- |

| Classement par équipes aux points | Classement par équipes aux points | Classement par équipes aux points | Classement par équipes aux points |
| Équipe                            | Équipe                            | Pays                              | Points                            |
| --------------------------------- | --------------------------------- | --------------------------------- | --------------------------------- |
| 1re                               | Boels Dolmans                     | Pays-Bas                          | 3365 pts                          |
| 2e                                | Mitchelton-Scott                  | Australie                         | 2363 pts                          |
| 3e                                | CCC-Liv                           | Pays-Bas                          | 2267 pts                          |
| 4e                                | Sunweb Women                      | Pays-Bas                          | 2231 pts                          |
| 5e                                | Trek-Segafredo                    | États-Unis                        | 2227 pts                          |
| 6e                                | Canyon-SRAM Racing                | Allemagne                         | 1923 pts                          |
| 7e                                | Parkhotel Valkenburg-Destil       | Pays-Bas                          | 1805 pts                          |
| 8e                                | Virtu Cycling Women               | Danemark                          | 1489 pts                          |
| 9e                                | WNT-Rotor Pro Cycling             | Allemagne                         | 1192 pts                          |
| 10e                               | Alé Cipollini                     | Italie                            | 1061 pts                          |

| Classement par équipes aux points | Classement par équipes aux points | Classement par équipes aux points | Classement par équipes aux points |
| Équipe                            | Équipe                            | Pays                              | Points                            |
| --------------------------------- | --------------------------------- | --------------------------------- | --------------------------------- |
| 1re                               | Boels Dolmans                     | Pays-Bas                          | 3365 pts                          |
| 2e                                | Mitchelton-Scott                  | Australie                         | 2363 pts                          |
| 3e                                | CCC-Liv                           | Pays-Bas                          | 2267 pts                          |
| 4e                                | Sunweb Women                      | Pays-Bas                          | 2231 pts                          |
| 5e                                | Trek-Segafredo                    | États-Unis                        | 2227 pts                          |
| 6e                                | Canyon-SRAM Racing                | Allemagne                         | 1923 pts                          |
| 7e                                | Parkhotel Valkenburg-Destil       | Pays-Bas                          | 1805 pts                          |
| 8e                                | Virtu Cycling Women               | Danemark                          | 1489 pts                          |
| 9e                                | WNT-Rotor Pro Cycling             | Allemagne                         | 1192 pts                          |
| 10e                               | Alé Cipollini                     | Italie                            | 1061 pts                          |

## Liste des participantes
| Légende | Légende                                                                    | Légende | Légende                                                    |
| ------- | -------------------------------------------------------------------------- | ------- | ---------------------------------------------------------- |
| Num     | Dossard de départ porté par le coureur sur ce Grand Prix de Plouay         | Pos     | Position à l'arrivée de la course                          |
|         | Indique un maillot de champion national ou mondial, suivi de sa spécialité | NP      | Indique un coureur qui n'a pas pris le départ de la course |
| AB      | Indique un coureur qui n'a pas terminé la course                           | HD      | Indique un coureur qui a terminé la course hors des délais |

| Boels Dolmans DLT | Boels Dolmans DLT                  | Boels Dolmans DLT |
| ----------------- | ---------------------------------- | ----------------- |
| Num               | Coureuse                           | Pos               |
| 1                 | Amy Pieters (NED)                  | 3e                |
| 2                 | Chantal Blaak (NED)                | 57e               |
| 3                 | Anna van der Breggen (NED) (route) | 1re               |
| 4                 | Karol-Ann Canuel (CAN) (route)     | 56e               |
| 5                 | Katie Hall (USA)                   | 40e               |
| 6                 | Eva Buurman (NED)                  | 66e               |

| Canyon-SRAM Racing CSR | Canyon-SRAM Racing CSR | Canyon-SRAM Racing CSR |
| ---------------------- | ---------------------- | ---------------------- |
| Num                    | Coureuse               | Pos                    |
| 11                     | Alena Amialiusik (BLR) | 29e                    |
| 12                     | Elena Cecchini (ITA)   | 10e                    |
| 13                     | Tiffany Cromwell (AUS) | 44e                    |
| 14                     | Ella Harris (NZL)      | 47e                    |
| 15                     | Rotem Gafinovitz (ISR) | 87e                    |
| 16                     | Hannah Ludwig (GER)    | 43e                    |

| Mitchelton-Scott MTS | Mitchelton-Scott MTS   | Mitchelton-Scott MTS |
| -------------------- | ---------------------- | -------------------- |
| Num                  | Coureuse               | Pos                  |
| 21                   | Amanda Spratt (AUS)    | 13e                  |
| 22                   | Georgia Williams (NZL) | 67e                  |
| 23                   | Jessica Allen (AUS)    | 97e                  |
| 24                   | Lucy Kennedy (AUS)     | 26e                  |
| 25                   | Gracie Elvin (AUS)     | AB                   |
| 26                   | Alexandra Manly (AUS)  | 96e                  |

| Alé Cipollini ALE | Alé Cipollini ALE          | Alé Cipollini ALE |
| ----------------- | -------------------------- | ----------------- |
| Num               | Coureuse                   | Pos               |
| 31                | Diana Peñuela (COL)        | 82e               |
| 32                | Eri Yonamine (JPN) (route) | 41e               |
| 33                | Nadia Quagliotto (ITA)     | 74e               |
| 34                | Chloe Hosking (AUS)        | 35e               |
| 35                | Soraya Paladin (ITA)       | 36e               |
| 36                | Jelena Erić (SRB) (route)  | AB                |

| CCC-Liv CCC | CCC-Liv CCC                    | CCC-Liv CCC |
| ----------- | ------------------------------ | ----------- |
| Num         | Coureuse                       | Pos         |
| 41          | Ashleigh Moolman (RSA) (route) | 91e         |
| 42          | Valerie Demey (BEL)            | 80e         |
| 43          | Inge van der Heijden (NED)     | 65e         |
| 44          | Pauliena Rooijakkers (NED)     | 27e         |

| Parkhotel Valkenburg PHV | Parkhotel Valkenburg PHV | Parkhotel Valkenburg PHV |
| ------------------------ | ------------------------ | ------------------------ |
| Num                      | Coureuse                 | Pos                      |
| 51                       | Demi Vollering (NED)     | 5e                       |
| 52                       | Belle De Gast (NED)      | 98e                      |
| 53                       | Nina Buysman (NED)       | 95e                      |
| 54                       | Marit Raaijmakers (NED)  | 94e                      |
| 55                       | Sofie De Vuyst (BEL)     | 7e                       |
| 56                       | Ann-Sophie Duyck (BEL)   | AB                       |

| Bigla BIG | Bigla BIG             | Bigla BIG |
| --------- | --------------------- | --------- |
| Num       | Coureuse              | Pos       |
| 61        | Elizabeth Banks (GBR) | 39e       |
| 62        | Elise Chabbey (SUI)   | 33e       |
| 63        | Leah Thomas (USA)     | 60e       |
| 64        | Nikola Nosková (CZE)  | 14e       |
| 65        | Mikayla Harvey (NZL)  | 23e       |
| 66        | Sophie Wright (GBR)   | 58e       |

| BTC City Ljubljana BTC | BTC City Ljubljana BTC      | BTC City Ljubljana BTC |
| ---------------------- | --------------------------- | ---------------------- |
| Num                    | Coureuse                    | Pos                    |
| 71                     | Eugenia Bujak (SLO) (route) | AB                     |
| 73                     | Hanna Nilsson (SWE)         | AB                     |
| 74                     | Rossella Ratto (ITA)        | 50e                    |
| 75                     | Anastasia Chursina (RUS)    | 21e                    |
| 76                     | Urša Pintar (SLO)           | 24e                    |

| Rally Cycling RLW | Rally Cycling RLW             | Rally Cycling RLW |
| ----------------- | ----------------------------- | ----------------- |
| Num               | Coureuse                      | Pos               |
| 81                | Abigail Mickey (USA)          | AB                |
| 82                | Summer Moak (USA)             | AB                |
| 83                | Sara Poidevin (CAN)           | 59e               |
| 85                | Heidi Franz (USA)             | 61e               |
| 86                | Kristabel Doebel-Hickok (USA) | 22e               |

| FDJ-Nouvelle Aquitaine-Futuroscope FDJ | FDJ-Nouvelle Aquitaine-Futuroscope FDJ | FDJ-Nouvelle Aquitaine-Futuroscope FDJ |
| -------------------------------------- | -------------------------------------- | -------------------------------------- |
| Num                                    | Coureuse                               | Pos                                    |
| 91                                     | Stine Borgli (NOR)                     | 6e                                     |
| 92                                     | Eugénie Duval (FRA)                    | 11e                                    |
| 93                                     | Shara Marche (AUS)                     | 46e                                    |
| 94                                     | Victorie Guilman (FRA)                 | 86e                                    |
| 95                                     | Évita Muzic (FRA)                      | 34e                                    |
| 96                                     | Jade Wiel (FRA) (route)                | 63e                                    |

| Trek-Segafredo TFS | Trek-Segafredo TFS         | Trek-Segafredo TFS |
| ------------------ | -------------------------- | ------------------ |
| Num                | Coureuse                   | Pos                |
| 101                | Audrey Cordon-Ragot (FRA)  | 38e                |
| 103                | Trixi Worrack (GER)        | 53e                |
| 104                | Elisa Longo Borghini (ITA) | 37e                |
| 105                | Tayler Wiles (USA)         | 52e                |
| 106                | Ruth Edwards (USA) (route) | 9e                 |

| Health Mate-Ladies Team HMT | Health Mate-Ladies Team HMT | Health Mate-Ladies Team HMT |
| --------------------------- | --------------------------- | --------------------------- |
| Num                         | Coureuse                    | Pos                         |
| 111                         | Kathrin Schweinberger (AUT) | 89e                         |
| 112                         | Fien Delbaere (BEL)         | 88e                         |
| 113                         | Kirstie van Haaften (NED)   | 68e                         |
| 114                         | Margarita Lopez (ESP)       | AB                          |
| 115                         | Zsófia Szabó (HUN) (route)  | AB                          |

| Bizkaia-Durango BDP | Bizkaia-Durango BDP     | Bizkaia-Durango BDP |
| ------------------- | ----------------------- | ------------------- |
| Num                 | Coureuse                | Pos                 |
| 121                 | Aroa Gorostiza (ESP)    | 45e                 |
| 122                 | Lucía González (ESP)    | 71e                 |
| 123                 | Cristina Martínez (ESP) | AB                  |
| 124                 | Lauren Dolan (GBR)      | 75e                 |
| 125                 | Natalie Grinczer (GBR)  | 69e                 |
| 126                 | Ariana Gilabert (ESP)   | AB                  |

| Tibco-Silicon Valley Bank TIB | Tibco-Silicon Valley Bank TIB | Tibco-Silicon Valley Bank TIB |
| ----------------------------- | ----------------------------- | ----------------------------- |
| Num                           | Coureuse                      | Pos                           |
| 131                           | Brodie Chapman (AUS)          | AB                            |
| 132                           | Lauren Stephens (USA)         | 25e                           |
| 133                           | Alison Jackson (CAN)          | 31e                           |
| 134                           | Sharlotte Lucas (NZL) (route) | 83e                           |
| 135                           | Leah Dixon (GBR)              | 77e                           |
| 136                           | Shannon Malseed (AUS)         | AB                            |

| Sunweb SUN | Sunweb SUN               | Sunweb SUN |
| ---------- | ------------------------ | ---------- |
| Num        | Coureuse                 | Pos        |
| 141        | Julia Soek (NED)         | AB         |
| 142        | Pernille Mathiesen (DEN) | 99e        |
| 143        | Franziska Koch (GER)     | 32e        |
| 144        | Juliette Labous (FRA)    | AB         |
| 145        | Liane Lippert (GER)      | 28e        |
| 146        | Coryn Rivera (USA)       | 2e         |

| Valcar Cylance VAL | Valcar Cylance VAL              | Valcar Cylance VAL |
| ------------------ | ------------------------------- | ------------------ |
| Num                | Coureuse                        | Pos                |
| 151                | Silvia Persico (ITA)            | 62e                |
| 152                | Elisa Balsamo (ITA)             | 15e                |
| 153                | Maria Giulia Confalonieri (ITA) | 30e                |
| 154                | Asja Paladin (ITA)              | 49e                |
| 155                | Marta Cavalli (ITA)             | 4e                 |

| Lotto Soudal Ladies LSL | Lotto Soudal Ladies LSL  | Lotto Soudal Ladies LSL |
| ----------------------- | ------------------------ | ----------------------- |
| Num                     | Coureuse                 | Pos                     |
| 161                     | Julie Van de Velde (BEL) | 19e                     |
| 162                     | Danielle Christmas (GBR) | 48e                     |
| 164                     | Nguyễn Thị Thật (VIE)    | 90e                     |
| 165                     | Chantal Hoffmann (LUX)   | AB                      |

| WNT-Rotor Pro Cycling WNT | WNT-Rotor Pro Cycling WNT | WNT-Rotor Pro Cycling WNT |
| ------------------------- | ------------------------- | ------------------------- |
| Num                       | Coureuse                  | Pos                       |
| 171                       | Laura Asencio (FRA)       | 42e                       |
| 172                       | Sarah Rijkes (AUT)        | AB                        |
| 173                       | Clara Koppenburg (GER)    | 16e                       |
| 174                       | Erica Magnaldi (ITA)      | 18e                       |
| 175                       | Janneke Ensing (NED)      | 17e                       |
| 176                       | Lara Vieceli (ITA)        | 51e                       |

| Movistar Team MOV | Movistar Team MOV         | Movistar Team MOV |
| ----------------- | ------------------------- | ----------------- |
| Num               | Coureuse                  | Pos               |
| 181               | Aude Biannic (FRA)        | 55e               |
| 182               | Mavi García (ESP)         | 12e               |
| 183               | Alicia González (ESP)     | 92e               |
| 184               | Sheyla Gutiérrez (ESP)    | AB                |
| 185               | Małgorzata Jasińska (POL) | 54e               |
| 186               | Paula Patiño (COL)        | 72e               |

| Centre mondial du cyclisme WCC | Centre mondial du cyclisme WCC | Centre mondial du cyclisme WCC |
| ------------------------------ | ------------------------------ | ------------------------------ |
| Num                            | Coureuse                       | Pos                            |
| 191                            | Marlen Reusser (SUI) (route)   | 20e                            |
| 192                            | Teniel Campbell (TTO)          | 73e                            |
| 193                            | Anabel Yapura (ARG)            | 85e                            |
| 194                            | Alice Sharpe (IRL) (route)     | 76e                            |
| 195                            | Agua Marina Espínola (PAR)     | 64e                            |
| 196                            | Anastasiya Kolesava (BLR)      | 79e                            |

| Charente-Maritime Women Cycling CMW | Charente-Maritime Women Cycling CMW | Charente-Maritime Women Cycling CMW |
| ----------------------------------- | ----------------------------------- | ----------------------------------- |
| Num                                 | Coureuse                            | Pos                                 |
| 201                                 | Lucie Lahaye (FRA)                  | 84e                                 |
| 202                                 | Noémie Abgrall (FRA)                | 70e                                 |
| 203                                 | Anna Gabrielle Traxler (CAN)        | 93e                                 |
| 204                                 | Iris Sachet (FRA)                   | 78e                                 |
| 205                                 | India Grangier (FRA)                | AB                                  |
| 206                                 | Anaïs Morichon (FRA)                | AB                                  |

| Thailand Women's cycling team TWC | Thailand Women's cycling team TWC | Thailand Women's cycling team TWC |
| --------------------------------- | --------------------------------- | --------------------------------- |
| Num                               | Coureuse                          | Pos                               |
| 211                               | Chanpeng Nontasin (THA)           | AB                                |
| 212                               | Jutatip Maneephan (THA)           | AB                                |
| 213                               | Supaksorn Nuntana (THA)           | AB                                |
| 214                               | Chaniporn Batriya (THA)           | AB                                |
| 215                               | Phetdarin Somrat (THA)            | 81e                               |
| 216                               | Kulacha Chairin (THA)             | AB                                |

| Memorial Santos-Fupes ___ | Memorial Santos-Fupes ___  | Memorial Santos-Fupes ___ |
| ------------------------- | -------------------------- | ------------------------- |
| Num                       | Coureuse                   | Pos                       |
| 221                       | Flávia Oliveira (BRA)      | 8e                        |
| 222                       | Ana Paula Polegatch (BRA)  | AB                        |
| 223                       | Adriele Alves Mendes (BRA) | AB                        |
| 224                       | Thayna Araujo Lima (BRA)   | AB                        |
| 226                       | Giovana Cruz Corsi (BRA)   | AB                        |

| Boels Dolmans DLT | Boels Dolmans DLT                  | Boels Dolmans DLT |
| ----------------- | ---------------------------------- | ----------------- |
| Num               | Coureuse                           | Pos               |
| 1                 | Amy Pieters (NED)                  | 3e                |
| 2                 | Chantal Blaak (NED)                | 57e               |
| 3                 | Anna van der Breggen (NED) (route) | 1re               |
| 4                 | Karol-Ann Canuel (CAN) (route)     | 56e               |
| 5                 | Katie Hall (USA)                   | 40e               |
| 6                 | Eva Buurman (NED)                  | 66e               |

| Canyon-SRAM Racing CSR | Canyon-SRAM Racing CSR | Canyon-SRAM Racing CSR |
| ---------------------- | ---------------------- | ---------------------- |
| Num                    | Coureuse               | Pos                    |
| 11                     | Alena Amialiusik (BLR) | 29e                    |
| 12                     | Elena Cecchini (ITA)   | 10e                    |
| 13                     | Tiffany Cromwell (AUS) | 44e                    |
| 14                     | Ella Harris (NZL)      | 47e                    |
| 15                     | Rotem Gafinovitz (ISR) | 87e                    |
| 16                     | Hannah Ludwig (GER)    | 43e                    |

| Mitchelton-Scott MTS | Mitchelton-Scott MTS   | Mitchelton-Scott MTS |
| -------------------- | ---------------------- | -------------------- |
| Num                  | Coureuse               | Pos                  |
| 21                   | Amanda Spratt (AUS)    | 13e                  |
| 22                   | Georgia Williams (NZL) | 67e                  |
| 23                   | Jessica Allen (AUS)    | 97e                  |
| 24                   | Lucy Kennedy (AUS)     | 26e                  |
| 25                   | Gracie Elvin (AUS)     | AB                   |
| 26                   | Alexandra Manly (AUS)  | 96e                  |

| Alé Cipollini ALE | Alé Cipollini ALE          | Alé Cipollini ALE |
| ----------------- | -------------------------- | ----------------- |
| Num               | Coureuse                   | Pos               |
| 31                | Diana Peñuela (COL)        | 82e               |
| 32                | Eri Yonamine (JPN) (route) | 41e               |
| 33                | Nadia Quagliotto (ITA)     | 74e               |
| 34                | Chloe Hosking (AUS)        | 35e               |
| 35                | Soraya Paladin (ITA)       | 36e               |
| 36                | Jelena Erić (SRB) (route)  | AB                |

| CCC-Liv CCC | CCC-Liv CCC                    | CCC-Liv CCC |
| ----------- | ------------------------------ | ----------- |
| Num         | Coureuse                       | Pos         |
| 41          | Ashleigh Moolman (RSA) (route) | 91e         |
| 42          | Valerie Demey (BEL)            | 80e         |
| 43          | Inge van der Heijden (NED)     | 65e         |
| 44          | Pauliena Rooijakkers (NED)     | 27e         |

| Parkhotel Valkenburg PHV | Parkhotel Valkenburg PHV | Parkhotel Valkenburg PHV |
| ------------------------ | ------------------------ | ------------------------ |
| Num                      | Coureuse                 | Pos                      |
| 51                       | Demi Vollering (NED)     | 5e                       |
| 52                       | Belle De Gast (NED)      | 98e                      |
| 53                       | Nina Buysman (NED)       | 95e                      |
| 54                       | Marit Raaijmakers (NED)  | 94e                      |
| 55                       | Sofie De Vuyst (BEL)     | 7e                       |
| 56                       | Ann-Sophie Duyck (BEL)   | AB                       |

| Bigla BIG | Bigla BIG             | Bigla BIG |
| --------- | --------------------- | --------- |
| Num       | Coureuse              | Pos       |
| 61        | Elizabeth Banks (GBR) | 39e       |
| 62        | Elise Chabbey (SUI)   | 33e       |
| 63        | Leah Thomas (USA)     | 60e       |
| 64        | Nikola Nosková (CZE)  | 14e       |
| 65        | Mikayla Harvey (NZL)  | 23e       |
| 66        | Sophie Wright (GBR)   | 58e       |

| BTC City Ljubljana BTC | BTC City Ljubljana BTC      | BTC City Ljubljana BTC |
| ---------------------- | --------------------------- | ---------------------- |
| Num                    | Coureuse                    | Pos                    |
| 71                     | Eugenia Bujak (SLO) (route) | AB                     |
| 73                     | Hanna Nilsson (SWE)         | AB                     |
| 74                     | Rossella Ratto (ITA)        | 50e                    |
| 75                     | Anastasia Chursina (RUS)    | 21e                    |
| 76                     | Urša Pintar (SLO)           | 24e                    |

| Rally Cycling RLW | Rally Cycling RLW             | Rally Cycling RLW |
| ----------------- | ----------------------------- | ----------------- |
| Num               | Coureuse                      | Pos               |
| 81                | Abigail Mickey (USA)          | AB                |
| 82                | Summer Moak (USA)             | AB                |
| 83                | Sara Poidevin (CAN)           | 59e               |
| 85                | Heidi Franz (USA)             | 61e               |
| 86                | Kristabel Doebel-Hickok (USA) | 22e               |

| FDJ-Nouvelle Aquitaine-Futuroscope FDJ | FDJ-Nouvelle Aquitaine-Futuroscope FDJ | FDJ-Nouvelle Aquitaine-Futuroscope FDJ |
| -------------------------------------- | -------------------------------------- | -------------------------------------- |
| Num                                    | Coureuse                               | Pos                                    |
| 91                                     | Stine Borgli (NOR)                     | 6e                                     |
| 92                                     | Eugénie Duval (FRA)                    | 11e                                    |
| 93                                     | Shara Marche (AUS)                     | 46e                                    |
| 94                                     | Victorie Guilman (FRA)                 | 86e                                    |
| 95                                     | Évita Muzic (FRA)                      | 34e                                    |
| 96                                     | Jade Wiel (FRA) (route)                | 63e                                    |

| Trek-Segafredo TFS | Trek-Segafredo TFS         | Trek-Segafredo TFS |
| ------------------ | -------------------------- | ------------------ |
| Num                | Coureuse                   | Pos                |
| 101                | Audrey Cordon-Ragot (FRA)  | 38e                |
| 103                | Trixi Worrack (GER)        | 53e                |
| 104                | Elisa Longo Borghini (ITA) | 37e                |
| 105                | Tayler Wiles (USA)         | 52e                |
| 106                | Ruth Edwards (USA) (route) | 9e                 |

| Health Mate-Ladies Team HMT | Health Mate-Ladies Team HMT | Health Mate-Ladies Team HMT |
| --------------------------- | --------------------------- | --------------------------- |
| Num                         | Coureuse                    | Pos                         |
| 111                         | Kathrin Schweinberger (AUT) | 89e                         |
| 112                         | Fien Delbaere (BEL)         | 88e                         |
| 113                         | Kirstie van Haaften (NED)   | 68e                         |
| 114                         | Margarita Lopez (ESP)       | AB                          |
| 115                         | Zsófia Szabó (HUN) (route)  | AB                          |

| Bizkaia-Durango BDP | Bizkaia-Durango BDP     | Bizkaia-Durango BDP |
| ------------------- | ----------------------- | ------------------- |
| Num                 | Coureuse                | Pos                 |
| 121                 | Aroa Gorostiza (ESP)    | 45e                 |
| 122                 | Lucía González (ESP)    | 71e                 |
| 123                 | Cristina Martínez (ESP) | AB                  |
| 124                 | Lauren Dolan (GBR)      | 75e                 |
| 125                 | Natalie Grinczer (GBR)  | 69e                 |
| 126                 | Ariana Gilabert (ESP)   | AB                  |

| Tibco-Silicon Valley Bank TIB | Tibco-Silicon Valley Bank TIB | Tibco-Silicon Valley Bank TIB |
| ----------------------------- | ----------------------------- | ----------------------------- |
| Num                           | Coureuse                      | Pos                           |
| 131                           | Brodie Chapman (AUS)          | AB                            |
| 132                           | Lauren Stephens (USA)         | 25e                           |
| 133                           | Alison Jackson (CAN)          | 31e                           |
| 134                           | Sharlotte Lucas (NZL) (route) | 83e                           |
| 135                           | Leah Dixon (GBR)              | 77e                           |
| 136                           | Shannon Malseed (AUS)         | AB                            |

| Sunweb SUN | Sunweb SUN               | Sunweb SUN |
| ---------- | ------------------------ | ---------- |
| Num        | Coureuse                 | Pos        |
| 141        | Julia Soek (NED)         | AB         |
| 142        | Pernille Mathiesen (DEN) | 99e        |
| 143        | Franziska Koch (GER)     | 32e        |
| 144        | Juliette Labous (FRA)    | AB         |
| 145        | Liane Lippert (GER)      | 28e        |
| 146        | Coryn Rivera (USA)       | 2e         |

| Valcar Cylance VAL | Valcar Cylance VAL              | Valcar Cylance VAL |
| ------------------ | ------------------------------- | ------------------ |
| Num                | Coureuse                        | Pos                |
| 151                | Silvia Persico (ITA)            | 62e                |
| 152                | Elisa Balsamo (ITA)             | 15e                |
| 153                | Maria Giulia Confalonieri (ITA) | 30e                |
| 154                | Asja Paladin (ITA)              | 49e                |
| 155                | Marta Cavalli (ITA)             | 4e                 |

| Lotto Soudal Ladies LSL | Lotto Soudal Ladies LSL  | Lotto Soudal Ladies LSL |
| ----------------------- | ------------------------ | ----------------------- |
| Num                     | Coureuse                 | Pos                     |
| 161                     | Julie Van de Velde (BEL) | 19e                     |
| 162                     | Danielle Christmas (GBR) | 48e                     |
| 164                     | Nguyễn Thị Thật (VIE)    | 90e                     |
| 165                     | Chantal Hoffmann (LUX)   | AB                      |

| WNT-Rotor Pro Cycling WNT | WNT-Rotor Pro Cycling WNT | WNT-Rotor Pro Cycling WNT |
| ------------------------- | ------------------------- | ------------------------- |
| Num                       | Coureuse                  | Pos                       |
| 171                       | Laura Asencio (FRA)       | 42e                       |
| 172                       | Sarah Rijkes (AUT)        | AB                        |
| 173                       | Clara Koppenburg (GER)    | 16e                       |
| 174                       | Erica Magnaldi (ITA)      | 18e                       |
| 175                       | Janneke Ensing (NED)      | 17e                       |
| 176                       | Lara Vieceli (ITA)        | 51e                       |

| Movistar Team MOV | Movistar Team MOV         | Movistar Team MOV |
| ----------------- | ------------------------- | ----------------- |
| Num               | Coureuse                  | Pos               |
| 181               | Aude Biannic (FRA)        | 55e               |
| 182               | Mavi García (ESP)         | 12e               |
| 183               | Alicia González (ESP)     | 92e               |
| 184               | Sheyla Gutiérrez (ESP)    | AB                |
| 185               | Małgorzata Jasińska (POL) | 54e               |
| 186               | Paula Patiño (COL)        | 72e               |

| Centre mondial du cyclisme WCC | Centre mondial du cyclisme WCC | Centre mondial du cyclisme WCC |
| ------------------------------ | ------------------------------ | ------------------------------ |
| Num                            | Coureuse                       | Pos                            |
| 191                            | Marlen Reusser (SUI) (route)   | 20e                            |
| 192                            | Teniel Campbell (TTO)          | 73e                            |
| 193                            | Anabel Yapura (ARG)            | 85e                            |
| 194                            | Alice Sharpe (IRL) (route)     | 76e                            |
| 195                            | Agua Marina Espínola (PAR)     | 64e                            |
| 196                            | Anastasiya Kolesava (BLR)      | 79e                            |

| Charente-Maritime Women Cycling CMW | Charente-Maritime Women Cycling CMW | Charente-Maritime Women Cycling CMW |
| ----------------------------------- | ----------------------------------- | ----------------------------------- |
| Num                                 | Coureuse                            | Pos                                 |
| 201                                 | Lucie Lahaye (FRA)                  | 84e                                 |
| 202                                 | Noémie Abgrall (FRA)                | 70e                                 |
| 203                                 | Anna Gabrielle Traxler (CAN)        | 93e                                 |
| 204                                 | Iris Sachet (FRA)                   | 78e                                 |
| 205                                 | India Grangier (FRA)                | AB                                  |
| 206                                 | Anaïs Morichon (FRA)                | AB                                  |

| Thailand Women's cycling team TWC | Thailand Women's cycling team TWC | Thailand Women's cycling team TWC |
| --------------------------------- | --------------------------------- | --------------------------------- |
| Num                               | Coureuse                          | Pos                               |
| 211                               | Chanpeng Nontasin (THA)           | AB                                |
| 212                               | Jutatip Maneephan (THA)           | AB                                |
| 213                               | Supaksorn Nuntana (THA)           | AB                                |
| 214                               | Chaniporn Batriya (THA)           | AB                                |
| 215                               | Phetdarin Somrat (THA)            | 81e                               |
| 216                               | Kulacha Chairin (THA)             | AB                                |

| Memorial Santos-Fupes ___ | Memorial Santos-Fupes ___  | Memorial Santos-Fupes ___ |
| ------------------------- | -------------------------- | ------------------------- |
| Num                       | Coureuse                   | Pos                       |
| 221                       | Flávia Oliveira (BRA)      | 8e                        |
| 222                       | Ana Paula Polegatch (BRA)  | AB                        |
| 223                       | Adriele Alves Mendes (BRA) | AB                        |
| 224                       | Thayna Araujo Lima (BRA)   | AB                        |
| 226                       | Giovana Cruz Corsi (BRA)   | AB                        |

### Prix
Les prix suivants sont distribués :
| Position | 1er     | 2e    | 3e    | 4e    | 5e    | 6e    | 7e    | 8e    | 9e    | 10e   |
| Prix     | 1 265 € | 935 € | 625 € | 375 € | 320 € | 275 € | 250 € | 200 € | 185 € | 165 € |

En sus, les coureuses placées de la 11e à la 15e place gagnent 130 €, celles placées de la 16e à la 20e place 100 €.